# Githu Muigai
Githu Muigai, né le 31 janvier 1960, est un professeur et homme politique kényan. 
De 2011 à 2018, il est le procureur général (Attorney general) de la république du Kenya.